# Mus oubanguii
Il topo dell'Oubangui (Mus oubanguii Petter & Genest, 1970) è un roditore della famiglia dei Muridi endemico della Repubblica Centrafricana.

## Descrizione

### Dimensioni
Roditore di piccole dimensioni, con la lunghezza della testa e del corpo tra 50 e 75 mm, la lunghezza della coda tra 26 e 44 mm, la lunghezza del piede tra 13 e 15 mm e la lunghezza delle orecchie tra 9 e 14 mm.

### Aspetto
Le parti superiori sono bruno-rossastre, mentre le parti ventrali sono bianche. La linea di demarcazione lungo i fianchi è netta. Le orecchie sono lunghe, nerastre sulla parte esterna e con l'estremità leggermente appuntita. Alla base posteriore è presente una macchia biancastra. Le zampe sono bianche, i piedi sono relativamente grandi. La coda è più corta della testa e del corpo. Le femmine hanno tre paia di mammelle pettorali e due inguinali. Il numero cromosomico è 2n=28.

## Biologia

### Comportamento
È una specie notturna e terricola. Durante il giorno si rifugia solitariamente o in coppi madre e figlio in semplici tane sotterranee, lunghe circa 60 cm e con una camera sferica dove è situato il nido ed una via di fuga. Il nido è costruito con foglie d'erba e di alberi. Solitamente l'entrata è ostruita con frammenti d'erba e foglie secche. Le tane vengono costruite spesso vicino a quelle di specie di Gerbilliscus e talvolta si congiungono tra loro.

### Alimentazione
Si nutre di granaglie. In cattività mangia semi e piccoli insetti.

### Riproduzione
Danno alla luce 4-5 piccoli alla volta a maggio e giugno.

## Distribuzione e habitat
Questa specie è endemico della parte a nord del fiume Oubangui nella Repubblica Centrafricana.
Vive nelle savane all'interno di foreste pluviali di pianura.

## Conservazione
La IUCN Red List, considerato che questa specie è conosciuta soltanto in 3 località e che ci sono poche informazioni a causa della limitata accessibilità a queste zone a causa dell'instabilità politica della regione, classifica M.oubanguii come specie con dati insufficienti (DD).